# Lygodium dimorphum
Lygodium dimorphum är en ormbunkeart som beskrevs av Edwin Bingham Copeland. Lygodium dimorphum ingår i släktet Lygodium och familjen Lygodiaceae. Inga underarter finns listade.